# إدينيو (لاعب كرة قدم مواليد 1970)
ايدينهو (بالبرتغالية: Edson Cholbi Nascimento) (27 أغسطس 1970 بساو باولو في البرازيل - ) هو مدرب كرة قدم ولاعب كرة قدم برازيلي في مركز حراسة المرمى. لعب مع بورتوغيزا سانتيستا ونادي بونتي بريتا ونادي سانتوس ونادي ساو كايتانو.